# Choteč (Jičíni járás)
Choteč település Csehországban, a Jičíni járásban. Choteč Lužany, Mlázovice, Lázně Bělohrad, Nová Paka, Svatojanský Újezd és Konecchlumí településekkel határos. Lakosainak száma 223 fő (2024. január 1.).

## Népesség
A település lakosságának változását az alábbi diagram mutatja:
| Lakosok száma | 765  | 663  | 570  | 387  | 231  | 193  | 206  | 202  | 212  | 223  |
|               | 1869 | 1890 | 1921 | 1950 | 1980 | 2001 | 2017 | 2019 | 2022 | 2024 |